# Denis Eydoux
Charles Marie Denis Hyacinthe Eydoux (* 3. September 1876 in Carpentras, Département Vaucluse; † 14. April 1969 in Pont-Saint-Esprit, Département Gard) war ein französischer Ingenieur bei der staatlichen Straßen- und Brückenverwaltung (Ponts et Chaussée) und Professor für Hydraulik. 
Er studierte ab 1896 an der École polytechnique und war 1925 bis 1941 deren Directeur d’Études.
Eydoux erhielt 1925 den Poncelet-Preis.
1932 führte seine Verhaftung an der jugoslawisch-italienischen Grenze wegen Spionage durch Italien einen Skandal. Eydoux war auf Urlaub in den Alpen und besuchte dabei auch italienische Anlagen des Wasserbaus. Nach einem Jahr Haft kam er wieder frei.